# Clarence Wilson
Clarence Hummel Wilson (* 17. November 1876 in Cincinnati, Ohio; † 5. Oktober 1941 in Hollywood, Kalifornien) war ein US-amerikanischer Schauspieler.

## Leben
Clarence Wilson gab um 1895 sein Bühnendebüt in Philadelphia und tourte anschließend mit verschiedenen Schauspielgruppen durch die Vereinigten Staaten und Kanada. 1920 gab er, bereits im mittleren Alter befindlich, sein Filmdebüt in dem heute verschollenen Goldwyn-Pictures-Krimi Duds. Gegen Ende der 1920er-Jahre gelang dem sprechschauspielerisch erfahrenen Theaterveteran Wilson der Sprung vom Stumm- in den Tonfilm ohne Probleme. 
Wilson, ein kleiner, glatzköpfiger Charakterdarsteller mit einem schwarzhaarigen Schnauzer, spezialisierte sich vor allem auf die Verkörperung von miesepetrigen oder mürrischen Herren in Nebenrollen. Zu seinen bekannteren Rollen zählen der korrupte Sheriff Pinky in Lewis Milestones Bühnenverfilmung The Front Page (1931), ein Kleinstadtreporter in Leo McCareys Komödie Ein Butler in Amerika (1935) neben Charles Laughton und ein Immobilienmakler in Frank Capras oscarprämiertem Film Lebenskünstler (1938). Mit seinen häufig griesgrämigen, leicht erregbaren Figuren war Wilson mehrfach neben Komikern zu sehen, etwa Charley Chase und Laurel und Hardy bei On The Wrong Trek (1936). Er hatte mehrere Auftritte an der Seite von den Kleinen Strolchen, so erfolgte auch sein letzter Filmauftritt in dem Kleine-Strolche-Kurzfilm Come Back, Miss Pipps (1941).
Wilson drehte bis in sein Todesjahr regelmäßig weiter und brachte es dadurch auf über 200 Kinofilme. Er starb 64-jährig an einem Lungenemphysem und wurde auf dem Grand View Memorial Park and Crematory in Glendale, Kalifornien beigesetzt. Er war von 1915 bis zu seinem Tod mit Lilian Field Wilson (1888–1948) verheiratet.

## Filmografie (Auswahl)
- 1920: Duds
- 1920: The Penalty
- 1921: Oliver Twist, Jr.
- 1923: Der Glöckner von Notre Dame (The Hunchback of Notre Dame)
- 1924: Jackie, der kleine Robinson (Little Robinson Crusoe)
- 1926: Entfesselte Elemente (The Winning of Barbara Worth)
- 1926: Rivalen (What Price Glory?)
- 1927: Sonnenaufgang – Lied von zwei Menschen (Sunrise)
- 1927: Onkel Tom’s Hütte (Uncle Tom’s Cabin)
- 1928: Blaue Jungs – blonde Mädchen (A Girl in Every Port)
- 1929: Big News
- 1930: Paid
- 1931: The Front Page
- 1931: Ladies’ Man
- 1931: Under Eighteen
- 1932: Ein Dieb mit Klasse (Jewel Robbery)
- 1932: Einsame Herzen (The Purchase Price)
- 1932: Schönste, liebe mich (Love Me Tonight)
- 1932: Rasputin: Der Dämon Rußlands (Rasputin and the Empress)
- 1932: 20.000 Jahre in Sing Sing (20,000 Years in Sing Sing)
- 1933: Flucht vor dem Gestern (Pick-Up)
- 1933: The Keyhole
- 1933: Storm at Daybreak
- 1933: Tillie and Gus
- 1933: Skandal in Rom (Roman Scandals)
- 1933: Der Frauenheld (Lady Killer)
- 1933: King Kongs Sohn (The Son of Kong)
- 1934: Nana
- 1934: Schrei der Gehetzten (Viva Villa!)
- 1934: Hollywood Party
- 1934: Geheimagent 13 (Operator 13)
- 1935: Die kleinen Strolche – Shrimps for a Day (Kurzfilm)
- 1934: Die gute alte Zeit (The Old Fashioned Way)
- 1934: Das Rätsel von Monte Christo (The Count of Monte Cristo)
- 1934: Der Schrecken der Rennbahn (6 Day Bike Rider)
- 1934: Frauen am Scheidewege (Imitation of Life)
- 1934: Ich kämpfe für dich (Evelyn Prentice)
- 1934: Heirate nie beim ersten Mal (Forsaking All Others)
- 1935: Ein Butler in Amerika (Ruggles of Red Gap)
- 1935: Stadtgespräch (The Whole Town’s Talking)
- 1935: Mad Love
- 1935: Im Scheinwerferlicht (Bright Lights)
- 1935: Die kleinen Strolche – Little Sinner (Kurzfilm)
- 1935: I Dream Too Much
- 1936: Paddy O’Day
- 1936: Sutter’s Gold
- 1936: On The Wrong Trek (Kurzfilm)
- 1936: The Magnificent Brute (Magnificent Brute)
- 1936: The Case of the Black Cat
- 1937: Geächtet (Outcast)
- 1937: Maienzeit (Maytime)
- 1937: Ein Stern geht auf (A Star Is Born)
- 1937: Parnell
- 1937: Der große Gambini (The Great Gambini)
- 1937: Finale in St. Petersburg (The Emperor’s Candlesticks)
- 1937: The Westland Case
- 1937: Denen ist nichts heilig (Nothing Sacred)
- 1938: Chicago (In Old Chicago)
- 1938: Shirley auf Welle 303 (Rebecca of Sunnybrook Farm)
- 1938: Über die Grenze entkommen (The Texans)
- 1938: Lebenskünstler (You Can’t Take It With You)
- 1939: Frankensteins Sohn (Son of Frankenstein)
- 1939: Laßt uns leben (Let Us Live)
- 1939: Trommeln am Mohawk (Drums Along the Mohawk)
- 1940: Little Men
- 1941: Die kleinen Strolche – Come Back, Miss Pipps (Kurzfilm)